# 印度之旅 (小說)
《印度之旅》（英語：A Passage to India）是英国作家爱德华·摩根·福斯特的一部小说，出版于1924年，以1920年代的英属印度和印度独立运动为背景。该书获1924年詹姆斯·泰特·布莱克纪念奖。